# Faenza Calcio
Il Faenza Calcio, meglio noto come Faenza, è una società calcistica italiana con sede nella città di Faenza, in provincia di Ravenna. Nella stagione 2024-2025 milita in Eccellenza, la quinta divisione del campionato italiano, disputando le gare interne nello stadio Bruno Neri.
Fondata nel 1912, nella sua storia ha disputato quattro stagioni in Serie C2, dal 1998 al 2002.

## Storia
Il club viene fondato nel 1912, iniziando a giocare nelle categorie locali. Nella seconda metà del decennio successivo arrivano anche gli ungheresi Béla Balassa, come giocatore/allenatore, e l'attaccante Karl Kelchen. Nel dopoguerra il club viene ammesso in serie C, finendo poi in IV Serie. Milita invece serie D per quasi tutti gli anni Sessanta, prima di retrocedere in Promozione.
Il Faenza ritorna nell'equivalente della serie D al termine della stagione 1987-1988. Una nuova, storica promozione avviene poi nel campionato 1997-1998: stavolta è Serie C2. In questo periodo c'è in rosa anche un giovane Sergio Floccari, e la squadra ottiene tre salvezze, l'ultima delle quali ai playout. Nel campionato 2001-2002 è tuttavia qui fatale l'incontro col Sassuolo, con i nero-verdi che condannano i romagnoli alla retrocessione.
La squadra si ritrova dopo soli due anni a giocare in Eccellenza, categoria nella quale rimane quasi ininterrottamente fino al 2019. Infine, dopo cinque stagioni passate in Promozione, nel 2024 riconquista il quinto livello nazionale.

## Colori e simboli
I colori sociali sono il bianco e l'azzurro.

## Strutture

### Stadio
Il Faenza gioca le proprie partite interne allo stadio "Bruno Neri", che ha una capienza di 3.250 posti a sedere.

## Società

### Settore giovanile
La Juniores biancoazzurra nell'annata 2009-2010 ha vinto il titolo regionale contro la Reno Centese vincendo 2-0, accedendo così alle fasi finali nazionali, dove ha battuto lo Sporting Pisa, il Cannara e perdendo poi in semifinale, contro il Bressanone 2-0 in trasferta e 2-1 in casa. Dalla stagione 2012-2013, il Faenza ha stretto un accordo con la Polisportiva San Rocco Calcio di Faenza creando il settore giovanile.

## Allenatori e presidenti
- 1921-23 -  Gregorio Cantagalli
- 1923-24 -  Carlo Corna
- 1924-28 -  Béla Balassa
- 1928-30 -  Lajos Czeizler
- 1930-31 -  ..... Breveglieri
- 1931-32 -  Mario Zappi
- 1932-33 - Nessuna attività
- 1933-34 -  Mario Zappi
- 1934-39 - Nessuna attività
- 1939-40 -  Mario Zappi
- 1940-41 - Bruno Neri
- 1941-42 -  Mario Zappi
- 1942-43 -  Giovanni Ravasi
- 1943-44 -  Ivo Fiorentini
- 1945-46 -  Giordano Varoli
 Giovanni Ravasi
- 1946-47 -  Pio Gramigna
- 1947-48 -  Angelo Roversi
- 1948-49 -  Luigi Uneddu
- 1949-51 -  Ferruccio Rocco
- 1951-52 -  Ivo Fiorentini
- 1952-53 -  Vincenzo Costa
- 1953-54 -  Guerrino Carraro
- 1954-55 -  Renzo Cavallina
- 1955-56 -  Savino Bellini
 Mario Rosetti
- 1956-57 -  Ivo Fiorentini
- 1957-58 -  Mario Rosetti
- 1958-59 -  Giacomo Neri
- 1959-60 -  Giulio Tabanelli
 Libero Zattoni
- 1960-61 -  Giorgio Fioravanti
- 1961-62 -  Libero Zattoni
- 1962-63 -  Libero Zattoni
 Enzo De Giovanni
- 1963-64 -  Ivo Fiorentini
  -  Giulio Tabanelli
- 1964-65 -  Giulio Tabanelli
- 1965-66 -  Giulio Tabanelli
 Giancarlo Capucci
- 1966-68 -  Giancarlo Capucci
- 1968-69 -  Rodolfo Beltrandi
- 1969-70 -  Rodolfo Beltrandi
 Attilio Santarelli
- 1970-71 -  Vincenzo Lusa
- 1971-73 -  Gian Paolo Landi
- 1973-74 -  Giovanni Ragazzini
- 1974-75 -  Camillo Rizzo
- 1975-76 -  Giovanni Ragazzini
 Libero Zattoni
- 1976-77 -  Libero Zattoni
 Giovanni Brunelli
- 1977-78 -  Pierluigi Cignani
- 1978-79 -  Vittorio Zanetti
- 1979-80 -  Antonio Colombo
 Giancarlo Magrini
- 1980-81 -  Oscar Anniballi
- 1981-82 -  Sergio Leoni
 Enzo Bazzocchi
 Ezio Gamberi
- 1982-83 -  Gilberto Alvoni
- 1983-84 -  Gabriele Lucchi
 Attilio Santarelli
- 1984-86 -  Attilio Santarelli
- 1986-87 -  Ezio Gamberi
- 1987-88 -  Fabrizio Poletti
 Bruno Boschi
- 1988-89 -  Ezio Gamberi
- 1989-91 -  William Barducci
- 1991-94 -  Ivano Gavella
- 1994-95 -  Levine Giunchi
 Ivano Gavella
- 1995-96 -  Luigi Bizzotto
- 1996-97 -  Luigi Bizzotto
 Ivano Gavella
- 1997-99 -  Ivano Gavella
- 1999-02 -  Carlo Regno
- 2002-04 -  Luigi Ciarlantini
- 2004-05 -  Andrea Lombardo
 Rafael Carbajal
- 2005-06 -  Rafael Carbajal
 Maurizio Giordani
- 2006-07 -  Maurizio Giordani
- 2007-08 -  Pietro Assennato
- 2008-09 -  Maurizio Giordani
- 2009-11 -  Stefano Evangelisti
- 2011-13 -  Agostino Vezzoli
- 2013-15 -  Ivo Dardozzi
- 2015-17 -  Alberto Fiorentini
- 2017-19 -  Fulvio Assirelli
- 2019-21 -  Alessandro Moregola
- 2021-22 -  Nevio Valdifiori
- 2022-23 -  Andrea Folli  
 Moreno Casamenti
- 2023-24 -  Agostino Vezzoli
- 2024-25 -  Nicola Cavina

- 1919-1922 -  Diego Babini
- 1922-1927 -  Aldo Pancrazi
- 1927-1928 -  Guido Baldo Manzoni
- 1928-1928 -  Ciriaco Morri
- 1929-1931 -  Eugenio Benedetti
- 1931-1934 -  Antonio Borghi
- 1934-1939 Nessuna attività
- 1939-1940 -  Nando Giacometti
- 1940-1941 -  Mario Zappi
- 1941-1942 -  Nando Giacometti
- 1942-1944 -  Vincenzo Tambini
- 1945-1946 -  Vittorio Farolfi
- 1946-1947 -  Mario Zappi
- 1947-1952 -  Raffaele Galeffi
- 1952-1954 -  Antonio Magnani
- 1954-1956 -  Ernesto Vassura
- 1956-1958 -  Domenico Castellani
- 1958-1959 -  Mario Zappi
- 1959-1961 -  Gastone Panzeri
- 1961-1962 -  Livio Sangiorgi
- 1962-1965 -  Vincenzo Tassinari
- 1965-1966 -  Deo Errani
- 1966-1968 -  Livio Sangiorgi
- 1968-1969 -  Gastone Panzeri
- 1969-1970 -  Carlo Fanelli
- 1970-1973 -  Enrico Zucchini
- 1973-1974 -  Goffredo Gaeta
- 1974-1975 -  Romano Scardovi
- 1975-1980 -  Gian Domenico Tassinari
- 1980-1987 -  Giuseppe Giovanardi
- 1987-1991 -  Giancarlo Montini
- 1991-1997 -  Luciano Biolchini
- 1997-2010 -  Gian Carlo Minardi
- 2010 -  Gianandrea Missiroli

## Palmarès

### Competizioni nazionali
- Campionato Nazionale Dilettanti: 1

1997-1998 (girone D)

### Competizioni regionali
- Promozione: 1

1971-1972 (girone A)
- Coppa Italia Dilettanti Emilia-Romagna: 1

2006-2007
- Prima Categoria: 1

1959-1960 (girone A)
- Campionato italiano di terza divisione: 2

1924-1925 (girone C), 1925-1926 (girone C)

### Altri piazzamenti
- Promozione:

Secondo posto: 2012-2013 (girone C), 2015-2016 (girone C)
- Coppa Italia Dilettanti:

Semifinalista: 1997-1998 (finalista della Fase C.N.D.)

## Statistiche e record

### Partecipazione ai campionati
| Livello | Categoria                           | Partecipazioni | Debutto   | Ultima stagione | Totale |
| ------- | ----------------------------------- | -------------- | --------- | --------------- | ------ |
| 3º      | Terza Divisione                     | 1              | 1925-1926 | 1925-1926       | 10     |
| 3º      | Seconda Divisione                   | 2              | 1926-1927 | 1927-1928       | 10     |
| 3º      | Prima Divisione                     | 4              | 1928-1929 | 1931-1932       | 10     |
| 3º      | Serie C                             | 3              | 1945-1946 | 1947-1948       | 10     |
| 4º      | Promozione                          | 4              | 1958-1949 | 1951-1952       | 23     |
| 4º      | IV Serie                            | 5              | 1952-1953 | 1956-1957       | 23     |
| 4º      | Campionato Interregionale           | 1              | 1958-1959 | 1958-1959       | 23     |
| 4º      | Serie D                             | 9              | 1962-1963 | 1972-1973       | 23     |
| 4º      | Serie C2                            | 4              | 1998-1999 | 2001-2002       | 23     |
| 5º      | Campionato Interregionale - 2ª Cat. | 1              | 1957-1958 | 1957-1958       | 13     |
| 5º      | Campionato Interregionale           | 4              | 1988-1989 | 1991-1992       | 13     |
| 5º      | Campionato Nazionale Dilettanti     | 6              | 1992-1993 | 1997-1998       | 13     |
| 5º      | Serie D                             | 2              | 2002-2003 | 2003-2004       | 13     |